# Ray Banana
Ray Banana est un personnage de bande dessinée créé par le Français Ted Benoit apparu dans le mensuel L'Écho des savanes en 1977 et animé pour la dernière fois en 1997 à l'occasion du dernier numéro d’(À suivre). Ses histoires ont été recueillies en deux albums par Casterman dans les années 1980.
Ray Banana est un Américain artificiel et gominé qui résout diverses énigmes dans un futur proche et indistinct. Personnage emblématique de Benoit, Ray Banana est l'une des principales incarnation du renouveau de la ligne claire à la fin des années 1970.

## Publications

### Albums
- Ray Banana, Casterman :

1. Berceuse électrique, 1982  (ISBN 2203334142)[2].
2. Cité lumière, 1986  (ISBN 2203335246).

### Recueils d'illustration
- L'Homme qui ne transpirait pas (texte de Philippe Paringaux), Reporter, 1994  (ISBN 290871003X).
- La Philosophie dans la piscine, La Boîte à bulles, coll. « Contre pied », 2014  (ISBN 9782849531938).